# Dépendance au sucre

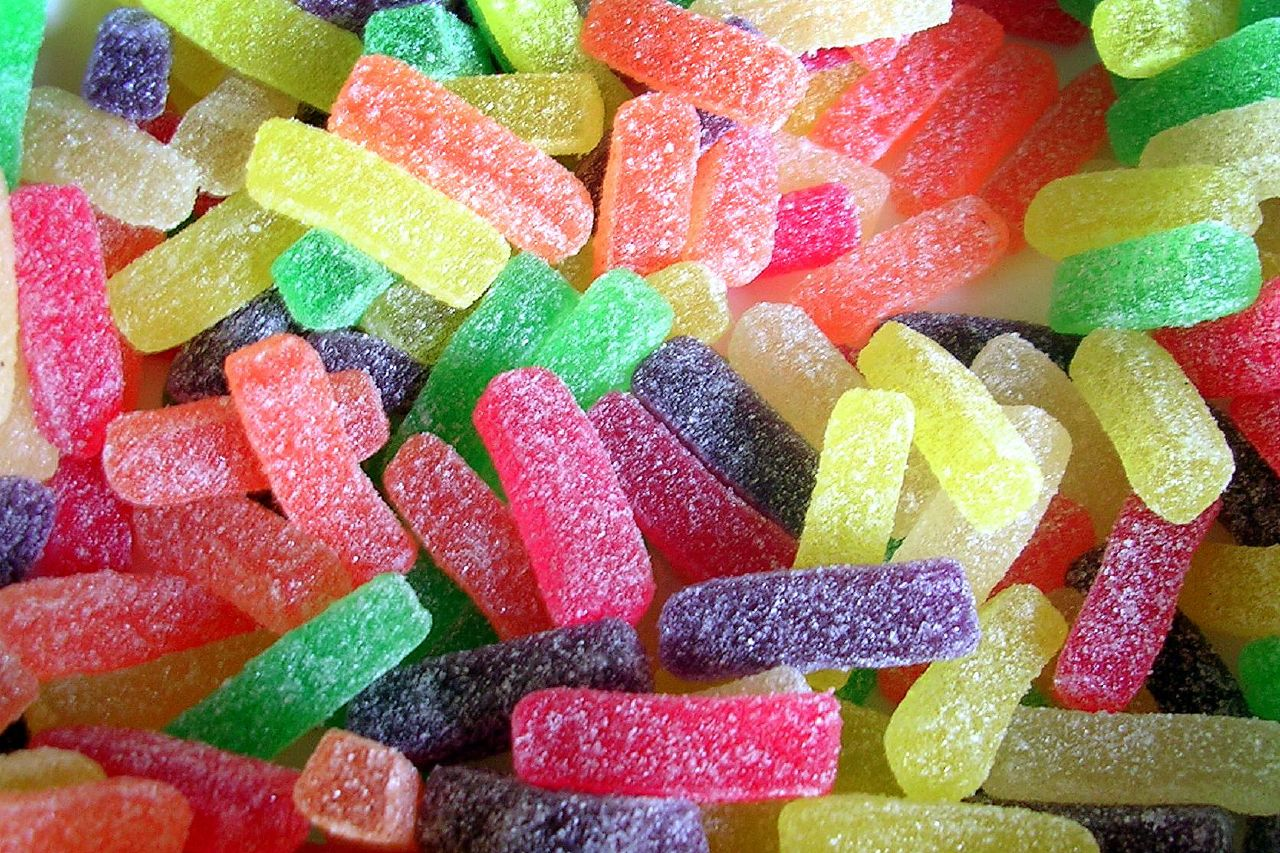
Bonbons.

La notion de dépendance au sucre serait la difficulté pour une personne de contrôler son apport en aliments ou boissons sucrés. La surconsommation de sucre dans la société actuelle déclenche un phénomène de tolérance envers cette substance, ce qui explique la consommation toujours plus croissante de sucre. Selon des études scientifiques, le sucre aurait un potentiel addictif supérieur à celui de la cocaïne,.
Certains scientifiques parlent « d'aliments addictifs », en se basant principalement sur des expériences menées chez l'animal ; d'autres préfèrent parler d'addiction comportementale.

## Sucre dans l'alimentation
La question de la dépendance au sucre n'a été que peu observée jusque dans les années 2000 lorsque les cas d'obésité et de diabète se multiplièrent, et ce même chez les plus jeunes. Les études ont permis d'établir que le sucre seul dans du liquide ne permet pas d'activer la sensation de satiété au niveau cérébral qui régule l'appétit, ce qui fait qu'il est possible d'avaler des litres de boisson sucrée sans que le cerveau ne s'alerte des doses ingurgitées. Le phénomène est à rapprocher au sirop de maïs enrichi en fructose dont la production a centuplé entre les années 1960 et les années 2010 car il constitue une alternative moins cher au sucre de canne.
En 2003, l'association Outremangeurs anonymes comptaient 6.500 groupes dans 50 pays. La plupart des membres sont confrontés à l'addiction aux produits alimentaires sucrés. Certains sont d'anciens alcooliques et reconnaissent plus de difficulté à se défaire de leur addiction aux sucres. Comme dans le cas de l'alcool, la surconsommation de produits sucrés génère un sentiment de malaise, honte et isolement chez certains sujets concernés. La surconsommation de sucre peut mener à une baisse de sensibilité des pupilles gustatives, rendant les goûts naturels moins perceptibles et donc moins sastisfaisants.
L'étiquetage des produits selon leur conteneur en sucre a été un projet politique longtemps freiné par les industriels du sucre. En 2009, la Confédération des industries agroalimentaires de l'Union européenne (CIAA, devenue FoodDrinkEurope en 2012) a investi 1 milliard d'euros dans sa force de lobbying à Bruxelles pour cadrer les politiques du vieux continent en matière de sucre. La ville de New York a diffusé des spots publicitaires choc pour sensibiliser la population à la consommation excessive de sucre, ce qui a provoqué de retentissants retours de bâtons de la part des lobbys du sucre. Cette configuration rappelle le marché du tabac où la nocivité d'un produit est minimisée par la force du lobbying et de la publicité.
En 2010, l'OMS recommandait une consommation de sucre de 18 kilos par personne et par an, mais la moyenne se situait alors à 42 kilos par personne par an. Aux États-Unis, une personne consomme en moyenne 20 cuillères de sucre par jour (2025), alors que la American Heart Association recommande un maximum de 9 cuillères pour les hommes, 6 pour les femmes, et moins pour les enfants. La Food and Drug Administration recommande pas plus de 50 grammes de sucre ajouté par jour (18 kilos par an), mais selon le département de l'agriculture (USDA), un Américain consomme en moyenne 130 grammes de sucre par jour (45 kilos par an). Il existe cependant 60 manières différentes de labelliser du sucre dans la composition des produits, ce qui rend le suivi de sa consommation par le consommateur compliquée.
Selon l'Anses, 77 % des aliments transformés, salés comme sucrés, contiennent du sucre (étude effectuée en 2020 sur 50 000 produits et publiée en 2024). Aux États-Unis, 74% des aliments transformés contiennent du sucre ajouté.
En réponse au comportement addictif observé chez les consommateurs avec les aliments sucrés, les industriels agro-alimentaires reproduisent artificiellement les saveurs sucrés pour augmenter leurs marges opérationnelles.

## Comparaison sucre-cocaïne
En 2017, le spécialiste des maladies cardiovasculaires James J. DiNicolantonio et le cardiologue James H. O'Keefe relancent la controverse autour de l'expérience des rats auxquels on offre soit du sucre, soit de la cocaïne, pour comparer la puissance addictive des deux produits. Dans cette expérience, des rats peuvent choisir, grâce à deux leviers, une dose de cocaïne ou une dose d'eau sucrée. Les résultats montrent que, dans la très grande majorité du temps, les rats préfèrent l'eau sucrée, qu'elle contienne du sucre ou un édulcorant (la saccharine). L'expérience a été menée à de nombreuses reprises dans le passé, notamment par Magalie Lenoir, Fushia Serre et Lauriane Cantin,. L'expérience menée avec des biscuits Oreos plutôt que de l'eau sucrée a produit les mêmes résultats (Honohandes 2013, Connecticut College). 
Pour Serge Ahmed, directeur de recherche CNRS et neuroscientifique, l'addiction au sucre est incontestable et « ceux qui remettent en cause cette addiction seraient au mieux incompétents au pire "financés par les industriels du sucre" », tout en reconnaissant « qu'il ne faut pas non plus pousser trop loin la comparaison entre le sucre et les drogues »,. Les expériences de Bartley G Hoebel & al. (Princeton, 2002) établissent clairement que, chez les rats, les comportements de dépendance au sucre sont quasi-identiques aux comportements de dépendance aux opioïdes,. 
Sarah Cathelain réfute la notion d'addiction au sucre, rappelant que les comportements liés à l'alimentation, au sexe et aux achats ne sont pas démontrés comme étant des addictions. Jean Zwiller, directeur de recherche CNRS au laboratoire de neurosciences cognitives de Strasbourg, rappelle que les déviances comportementales observées dans le cas des drogues n'ont rien à voir avec celles observées dans le cas du sucre. Tom Sander, professeur de nutrition et de diététique au King’s College de Londres, rappelle que le sucre est un aliment nécessaire pour le corps humain, a contrario de la cocaïne ou d'autres drogues dures, ce qui fait que le corps humain ne doit naturellement pas se confronter au retrait complet du sucre. Hisham Ziauddeen, psychiatre à l'université de Cambridge, réfute également la notion d'addiction, et rappelle qu'il est normal qu'un rongeur préfère naturellement le goût d'un produit sucré (théorie vérifiée avec la saccharine qui produit la même préférence chez le sujet). La collègue de Ziauddeen, Maggie Westwater, rappelle également que les rats ne retournent pas vers le sucre s'ils reçoivent une décharge électrique en même temps, alors qu'ils reviennent vers la cocaïne malgré la décharge électrique associée,.

## Sucre dans la dépendance au tabac
A.E. Bennett & al. (St Thomas' Hospital, 1970) ont démontré une consommation plus forte de sucre chez les fumeurs.
Dans le cadre des recherches sur les liens nicotine-sucre, le chercheur sur les addictions Neil Grunberg (Uniformed Services University of Health Sciences, Bethesda) observe que la nicotine réduit le niveau d'insuline, et donc que ce niveau augmente fortement lorsque de la nicotine n'est pas consommée, ce qui pousse le fumeur en manque de nicotine à ressentir un fort désir de produits sucrés.
En 2009, Jean-Pol Tassin, neurobiologiste et directeur de recherches à l’Inserm, publie ses recherches qui mettent en évidence que la nicotine seule ne rend pas dépendant au tabac, mais que c'est bien l'ajout de sucre dans le tabac (pour adoucir son goût amer) qui, brûlé, libère les inhibiteurs de monoamine-oxydases (IMAO) qui, couplés à la nicotine, provoque le phénomène d'addiction. Le fait que la nicotine seule ne peut provoquer un phénomène d'addiction était défendue depuis les années 1960 par le docteur Robert Molimard. Pour Tassin, les cigarettes ne seraient donc pas addictives sans sucre, rendant les produits de substitut à la nicotine (patch, gomme) complètement inutiles pour lutter contre l'addiction. 
Les feuilles de tabac contiennent naturellement du sucre, mais celui-ci se décompose au séchage selon les variétés de tabac et les climats. Le sucre compte parmi les nombreux additifs du tabac américain. Une étude de Seidenberg, Jo & Ribisl (2018) a démontré qu'une grande partie des consommateurs de cigarettes ne sont pas conscients de la présence de sucre dans le produit. Le sucre augmente l'addiction à la cigarette, accroît sa cancérogénéité, et adoucit son goût amer en apportant une saveur caramélisée. 
Aux États-Unis, les produits agro-alimentaires doivent afficher leur composition, teneur en sucre incluse, mais cette règle ne s'applique pas aux cigarettes. 

## Sucre et caféine
Le mélange sucre et caféine constitue un fort stimulant que de nombreux adultes consomment (source USA, 2003). La surconsommation de ce mélange permet de soutenir des rythmes de vie soutenus, mais au prix de compromis sur la santé (baisse de consommation d'aliments sains, réduction des cycles de sommeil, oubli de la consommation d'eau, risques liés à la surconsommation de sucre). Par exemple, la caféine provoque la décharge de noradrénaline, et le sucre la décharge de sérotonine et dopamine. 

## Risques
En Grande-Bretagne, une équipe de scientifiques (Gracner & al) a mené une étude comparative sur la période de rationnement en sucre dans le pays de la Seconde Guerre mondiale à 1953. Les résultats démontrent que les enfants ayant consommé moins de sucre à cette époque pour cause de rationnement sont aujourd'hui 35% moins touchés par le diabète, et 20% moins touchés par l'hypertension.   
- Obésité
- Diabète de type 2
- Augmentation de la glycémie
- Troubles du comportement alimentaire : hyperphagie, boulimie vomitive
- Maladies chroniques
- Infarctus du myocarde[21]
- Maladie carieuse et érosion dentaire[22]
- Maladies cardiovasculaire[22]
- Stéatose hépatique non alcoolique[22]
- Croissance de tumeurs et métastases[22]

## Solutions
Remplacer le sucre par des édulcorants permet de réduire les apports calorifiques, mais peut provoquer d'autres troubles en lien avec l'insuline par exemple.
En Angleterre, un inventeur lance Crave Control, un patch pour lutter contre le désir de consommer du sucre en diffusant un parfum sucré qui finit par légèrement dégouter son utilisateur des produits sucrés. Son efficacité est vantée mais pas démontrée scientifiquement au moment de son lancement sur le marché en 2001.

## Dans la culture populaire
Dans le film Requiem for a Dream (2000) qui traite de manière très visuelle du sujet des addictions, l'un des quatre personnages principaux, Sara Goldfarb (mère de Harry), accuse une forte addiction au sucre. Lorsqu'elle se lance dans un régime sans sucre, sa santé psychologique se dégrade, et, couplé aux médicaments prescrits pour réduire les troubles liés au manque, elle perd sa santé mentale et finit dans un hôpital psychiatrique.